# Приход
Прихо́д (греч. παροικία, ἐνορία) — религиозная община христиан, состоящая из клира и мирян, объединённых при храме. В ряде стран Западной Европы (например, в Ирландии, Англии, Португалии) церковным приходам соответствуют по территориальному охвату наименьшие административно-территориальные единицы.

## В ранней Церкви
Греческое слово Ἐκκλησία (экклесия) стало употребляться в значении — собрание христиан, христианская община.
В текстах канонов Вселенских соборов встречается термин Παροικία (Парикия), который переводят на церковнославянский язык как «приход». Например, в «Книге Правил» — правило 25-е Трулльского собора (VII) словоупотребление παροικία употребляется в значении «землячество», «поселение (колония)», позднее — «пребывание чужеземцем без прав гражданина» от греческих слов παρά — «близ» и οἶκος — «дом»).
Парикия (приход) в раннем христианстве представляла собой элементарную форму церковного союза — церковный район населения, имеющий свой особый храм с епископом, совершающим священнодействия. Для церковных отношений в раннем христианстве для прихода был необходим особый епископ, так как «церковь без епископа не бывает». В результате распространения христианства из городов вглубь селений сложились новые отношения. Возникли небольшие христианские общества, в которые ставить епископа было неудобно ввиду небольшого количества прихожан и для их управления ставили пресвитеров. Позднее парикия — это община, управляемая пресвитером.

## В России в досинодальную эпоху
Также, как в ранней христианской церкви, в Русской Церкви до XIX века прихожане сами избирали кандидатов в духовенство своего храма, представляя епископу так называемые «заручные прошения» (поручительства), получившие распространение после Владимирского собора 1274 года. На вакантное (праздное) место в приходском причте кандидат либо избирался прихожанами, либо назначался князем или боярином (если храм находился на земле вотчинника); после чего ставленник представлялся правящему архиерею для рукоположения. Хотя окончательное решение при поставлении клирика принадлежало епископу, на практике в большинстве случаев архиерей доверял мнению прихожан или вотчинника.

## В России в синодальный период
В синодальную эпоху значение выборного начала при замещении церковных мест неуклонно снижалось на протяжении XVIII века и концу века было сведено к выяснению мнения «лучших прихожан» о нравственных качествах ставленника; важной причиной такой тенденции был введённый образовательный ценз для лиц духовного звания: ставленник должен был быть выпускником духовной школы, а также укоренение практики наследования должности. В 1841 году устройство приходов было урегулировано Уставом Духовных Консисторий (переиздан с дополнениями и изменениями в 1883 году), а также рядом иных нормативных документов. Учреждение и закрытие приходов относилось к компетенции Святейшего Синода, но право установления границ между приходами предоставлялось епархиальному архиерею.
Приходской причт от лица государства вёл официальный учёт прихожан, составляя метрические книги, выполняя функции современных ЗАГСов, нотариусов и паспортных столов, регистрировал рождения, бракосочетания и смерти лиц, приписанных к данному приходу (в том числе и не православных), переезды с другого места жительства (и выезды с намерением поселиться где-то), акты купли, продажи, дарения и даже фиксировалась политическая благонадёжность каждого прихожанина; за исключением случаев крайней необходимости, прихожанин был обязан отправлять требы только в своём приходе (брак мог совершаться в приходе либо жениха, либо невесты).
Особый приход мог образоваться, если имелся храм и достаточные средства для содержания клира, в приходе свыше 700 прихожан мужского пола — из священника, дьякона и псаломщика, а в приходе, имеющем менее 700 душ, — из священника и псаломщика. Исключения, по особым положениям, существовали для епархий западно-русских и кавказских, где приход могли учреждаться и при меньшем числе прихожан. Многолюдным считался приход в 1500—2000 прихожан (Катков, М.Н.).
Право прихожанам избирать членов причта, как общее, было отменено, но за прихожанами оставалось право заявления епархиальному епископу своего желания иметь известное лицо членом причта своей церкви. Имущество каждой церкви и её земельные владения составляли её неотъемлемую собственность. Общее собрание прихожан выбирало из своей среды членов приходского попечительства и доверенного человека для ведения церковного хозяйства — церковного старосту, избираемого прихожанами на три года, с согласия причта, при благочинном, и утверждаемого епархиальным архиереем, причём, если возникают сомнения в правильности выбора, дело рассматривается в консистории. При приходах учреждались церковно-приходские общества и братства для организации благотворительности в кругу прихожан.
В 1885 году Московским земством был поднят вопрос о восстановлении древнего права приходов избирать излюбленных людей на должность приходских священников. Святейшим правительствующим синодом этот вопрос был разрешён отрицательно ввиду того, что избрание кандидата, как соединённое с нравственной ответственностью епископа, должно зависеть от личного его усмотрения и что если в истории и практиковались приходские выборы, то с большими беспорядками и злоупотреблениями и лишь по неимению специально подготовленных к священству кандидатов, а теперь такого недостатка не чувствовалось. Впрочем, Синод признал, что «право прихожан в смысле заявления ими епископу своего желания иметь преимущественно известное лицо или в смысле свидетельства о добрых качествах ищущего рукоположения лица не было отменяемо и, как показывают восходящие в Синод дела, нередко применяется и в настоящее время».
В западных губерниях Российской империи приход часто обозначался словом парафия (пол. parafia ← лат. parochia ← греч. παροικία). В губерниях, где было распространено протестантство (лютеранство), использовался германизм ки́рхшпиль (нем. Kirchspiel, от нем. Kirche — кирха (церковь)) — приход протестантской церкви.

## В советское время
В трудный для Русской православной церкви период, когда давление на церковные структуры резко усилилось, Архиерейский собор 18 июля 1961 года вынужденно внёс существенные изменения в IV главу «Положения об управлении Русской православной церкви», которая называлась «Приходы», установив новую организацию приходского управления. Настоятель вместе с клириками отстранялись от участия в приходском собрании и Приходском совете. Хозяйственные и финансовые попечения о приходе и храме были возложены на исключительно мирянские по своему составу приходское собрание и приходской совет во главе с председателем — старостой.
После 1988 года приходы, вместе со своими старостами, вновь находятся в юридическом подчинении своих настоятелей-священников.

## В современной Русской православной церкви
Русское слово «приход» является неточной калькой слова парикия. Члены конкретного прихода называются прихожа́нами данного храма или общины. На практике в современной России православный мирянин может быть постоянным прихожанином (и даже штатным сотрудником) сразу нескольких храмов, однако до второй половины 1920-х годов каждый христианин был приписан к конкретному приходу.

### Юридический статус приходов
Согласно Уставу Русской православной церкви (РПЦ) от 2000 года (документ имеет внутренний характер и не обладает юридической силой), приход есть «община православных христиан, состоящая из клира и мирян, объединённых при храме», является каноническим подразделением Русской православной церкви и находится под начальственным наблюдением своего епархиального архиерея и под руководством поставленного им священника-настоятеля; органы приходского управления суть: настоятель, приходское собрание, приходской совет и ревизионная комиссия (пункт 10).
Священный синод РПЦ 10 октября 2009 года принял новую (вместо прежнего — от 9 апреля 1998 года) редакцию типового устава прихода Русской православной церкви (для приходов на территории РФ); все приходы РПЦ в России должны провести приходские собрания, принять переработанный в соответствии с типовым новый приходской устав, утвердить его у епархиального архиерея и представить в органы Министерства юстиции для государственной регистрации. По мнению протоиерея Павла Адельгейма (декабрь 2009), новый типовой Устав прихода создал принципиально новую структуру местной религиозной организации РПЦ, завершив «процесс абсолютизации архиерейской власти в Церкви»; по мнению Александра Храмова, изменения «только закрепляют положение, сложившееся на практике».
Выступая 23 декабря 2009 года на Епархиальном собрании духовенства Московской епархии с докладом, патриарх Кирилл, в частности, сказал: «В прежней редакции типового устава в качестве высшего органа управления прихода было указано Приходское собрание. Однако фактически большинство важнейших полномочий в сфере управления приходом были закреплены за правящим архиереем. Уставом, например, устанавливалось правило, согласно которому решения Приходского собрания вступали в силу только после их утверждения правящим архиереем. Это правило сохранено и в новой редакции типового устава, которая прямо называет правящего архиерея высшим органом управления приходом. Правящий архиерей обладает всей полнотой властных полномочий в данной сфере. Прежде всего, это касается кадровых вопросов. Решения о назначении и освобождении от должности настоятеля, об изменении состава Приходского собрания принимаются правящим архиереем. Исключительной прерогативой правящего архиерея является решение вопросов о ликвидации прихода и о внесении необходимых изменений в приходской устав (в случае, если Священный Синод утвердит такие изменения). <…> Среди должностных лиц прихода особое место занимает председатель Приходского совета, который, согласно уставу прихода, имеет право первой подписи банковских и иных финансовых документов. Он также осуществляет приём на работу сотрудников прихода, заключает от имени прихода договоры. Согласно прежней редакции типового устава, председатель Приходского совета избирался Приходским собранием из числа его членов и утверждался в должности правящим архиереем. Иными словами, должность председателя Приходского совета была выборной; лишь в исключительных случаях правящий архиерей мог назначить на данную должность настоятеля прихода. <…> Новый устав максимально приближен по своему содержанию к уставу прихода, действовавшему до 1961 года. Новая редакция типового устава прихода является важным шагом на пути возвращения настоятелей к административному, хозяйственному и финансовому руководству приходами. Теперь настоятель занимает должность председателя Приходского совета. При этом, в некоторых случаях, правящий архиерей вправе назначить председателем Приходского совета иное лицо, в том числе клирика прихода или мирянина».

### Приходское богослужение
Приходская богослужебная практика имеет некоторые характерные особенности. В целом, по сравнению с торжественным архиерейским соборным богослужением, приходское богослужение отличается скромностью, а по сравнению с продолжительным монастырским — краткостью. При этом, и у действующих соборов, и у самых отдалённых монастырей, есть свои приходы — общины мирян, считающих себя постоянными прихожанами кафедрального собора или монастыря.

### Просветительская деятельность приходов
По Уставу Русской православной церкви и постановлениям Архиерейских соборов, во всех приходах должны функционировать воскресные школы для разных возрастных групп прихожан, проводиться оглашения — разъяснения учения Церкви для желающих креститься. Между богослужениями должны быть спе́вки — обучение церковному пению и чтению на церковнославянском языке. Приходы обязаны организовывать и поддерживать крестные ходы, паломничества по святым местам, выставки различного церковного искусства, походы на природу, спортивные состязания. Им желательно самостоятельно издавать и распространять приходские газеты, иметь свои (приходские) сайты в интернете.
Приходские священники обязаны подбирать среди своих прихожан-мужчин кандидатов в священство, привлекать их к учёбе и к преподаванию в воскресной школе, к пению на клиросе и к чтению в храме, пономарству в алтаре, ко всем работам по храму и на прилегающей территории, к социальному служению, к произнесению проповедей на Всенощных бдениях и литургии и к поступлению в духовную семинарию.

### Приходская благотворительность
Во многих приходах возле храма устроен «при́чтовый дом», где бесплатно кормят сотрудников храма, гостей, прихожан и нищих. Нуждающихся снабжают одеждой и книгами.